# 林姓
林姓是漢字姓氏之一，在《百家姓》中排名第147位。主要分布於中国大陸东南沿海的闽、浙、粤一帶，在福建省和臺灣是第二大姓，仅次于陈姓，在广东是第四大姓；在中國大陸综合是第十六大姓氏，全世界範圍包括海外亞裔中林姓也是大姓，林姓總人口約二千萬人。韓國、日本及越南亦有林姓，分別讀作「/」（Rim/Im）、（Rin）和。在韓國，林姓佔總人口的1.66%，是第十大姓氏。
由於在標準漢語及多種漢語方言中，林的發音近似其它姓氏，為了便於區分，在介紹姓氏時，林姓多以「雙木林」作說明。

## 起源
1. 出於子姓，為帝嚳高辛氏之後，太始祖為商朝宗室「比干」，當時紂王無道，残害忠良。他抱著救國救民之心，三日不出宫門，犯顏直諫。紂王恨之入骨，於是殺了比干，剖開其心，又派兵包圍比干府，欲族滅之，比干的兩個夫人都懷孕在身，黃氏被捕立即處死，並剖腹取出胎中嬰兒，並將屍體以火焚燒。正妃盥媯氏，為了保住比干一脈，放棄殉葬，忍辱負重，被同情的士兵放走，並與四個婢女逃出朝歌，隱居長林石室（今河南淇縣西南）中，生下遺腹子：「堅」，周武王称他为林坚（因其父坚贞不屈而死，而他又生于山林之中），成為林姓始祖，其子孫因以為氏，稱林氏。是為河南林氏。
2. 出自姬姓。《通志·氏族略》記載，東周時，周平王有庶子名開，字林，其子孫以祖父字為氏，亦稱林氏。是為河南林氏。
3. 南方的各原住民族隨南遷中原人而改姓。
4. 鮮卑族改姓。據《魏書·官氏志》記載，南北朝時，北魏孝文帝把國都從平城（今山西大同）南遷到洛陽後，實行孝文漢化運動，將原鮮卑複姓丘林氏一部份改漢姓林氏。是為河南「洛陽林氏」。
5. 滿族改姓。明朝甲申之變後，滿族入關，宣統退位後部分滿族改漢字單姓，滿姓的林佳氏，布薩氏改為漢姓的林氏。

## 分布
2021年，中国大陆林姓人口约为1510万，主要分布在福建、广东二省，大约占林姓总人口的59％；其次分布于浙江、广西、四川三省区，集中了林姓总人口的15.3％。福建约占林姓总人口的23.7％，为林姓第一大省；廣東紧随其后，22.7％。两省都是林姓聚集中心。
另外，臺灣、北部桃仔園地區於清光緒末年有3/1藍氏後裔轉氏為同祖籍漳州金浦之林氏。
其他林姓人口较多的省份还有江西、海南、山东、辽宁等。在山东省，林姓主要分布在胶东地区，山东及辽宁林氏的来源主要为北迁的闽浙移民后裔以及自塞北南下并汉化的鲜卑族。总的来说，林姓的分布密度和频率是南多北少，东多西少，沿海地区密集，内陆地区稀疏，分布极不均衡，在东南沿海一代的闽民系、吴越民系、广府民系、客家民系中林姓所占比例都十分高，但在北方内陆广大地区，林姓占当地人口比例非常低。
根據2024年的統計，林姓是泰國華人第二大姓，僅次於陳姓。

## 現有宗親組織
目前全球各地陸續設有林姓宗親會、林姓家廟、祖祠等法人機構。持續推動宗親交流，傳承「比干忠孝情，媽祖慈悲心」之精神。以下列舉相關組織：
- 世界林氏宗親總會 （页面存档备份，存于）
- 中華民國林姓宗親總會 （页面存档备份，存于） 該會亦發行《中華涵林半年刊》
- 台灣林姓宗親總會 （页面存档备份，存于）
- 臺北市林姓宗親總會 （页面存档备份，存于）下分12會
- 彰化林姓宗親會 （页面存档备份，存于）

## 郡望（望族）
- 西河郡：戰國時期魏國所置，後併入秦國之中，大約今日的陝西省渭南市一帶。

- 南安郡：此處非東漢南安郡。南朝陳將晉安縣改置南安縣，相當於今天福建省南安市一帶。

- 下邳郡：東漢將臨淮郡改為下邳國，治所下邳，在今江蘇省睢寧縣西北；至南朝宋改為郡。相當於今天江蘇省西北部。
- 九牧林：為林姓重要分支之一，（但一般是指“唐九牧林”）。東晉初年晉安林始祖林祿公入閩奉命出守晋安郡（今福建省福州一带）。

- 台灣林姓望族：北台灣之板橋林家，中台灣之霧峰林家、龍井、社口、北庄、豐原、竹山林家、 東台灣之壽豐林家、秀林和平林家，南台灣之莿桐林家、安溪寮林家、麻豆林家，湖內大湖林家。其中板橋林家、霧峰林家，俗稱「一天下，兩林家」，傳統台灣五大家族之二。

## 堂號
• 忠孝堂
• 周禮堂
• 永澤堂
• 林本堂
• 敦本堂
• 善慶堂
• 崇本堂
• 西河堂
• 濟南堂
• 九牧堂
• 錦馬堂
• 九龍堂
- 和邑堂
- 金浦堂

## 外部連結
- 黃帝祠-百家姓
- （简体中文）林氏宗親網 （页面存档备份，存于）
- （简体中文）马来西亚林氏宗亲总会 （页面存档备份，存于）

## 延伸阅读
[在维基数据编辑]
 《百家姓》
 《欽定古今圖書集成·明倫彙編·氏族典·林姓部》，出自陈梦雷《古今圖書集成》